# Gotemba, Shizuoka

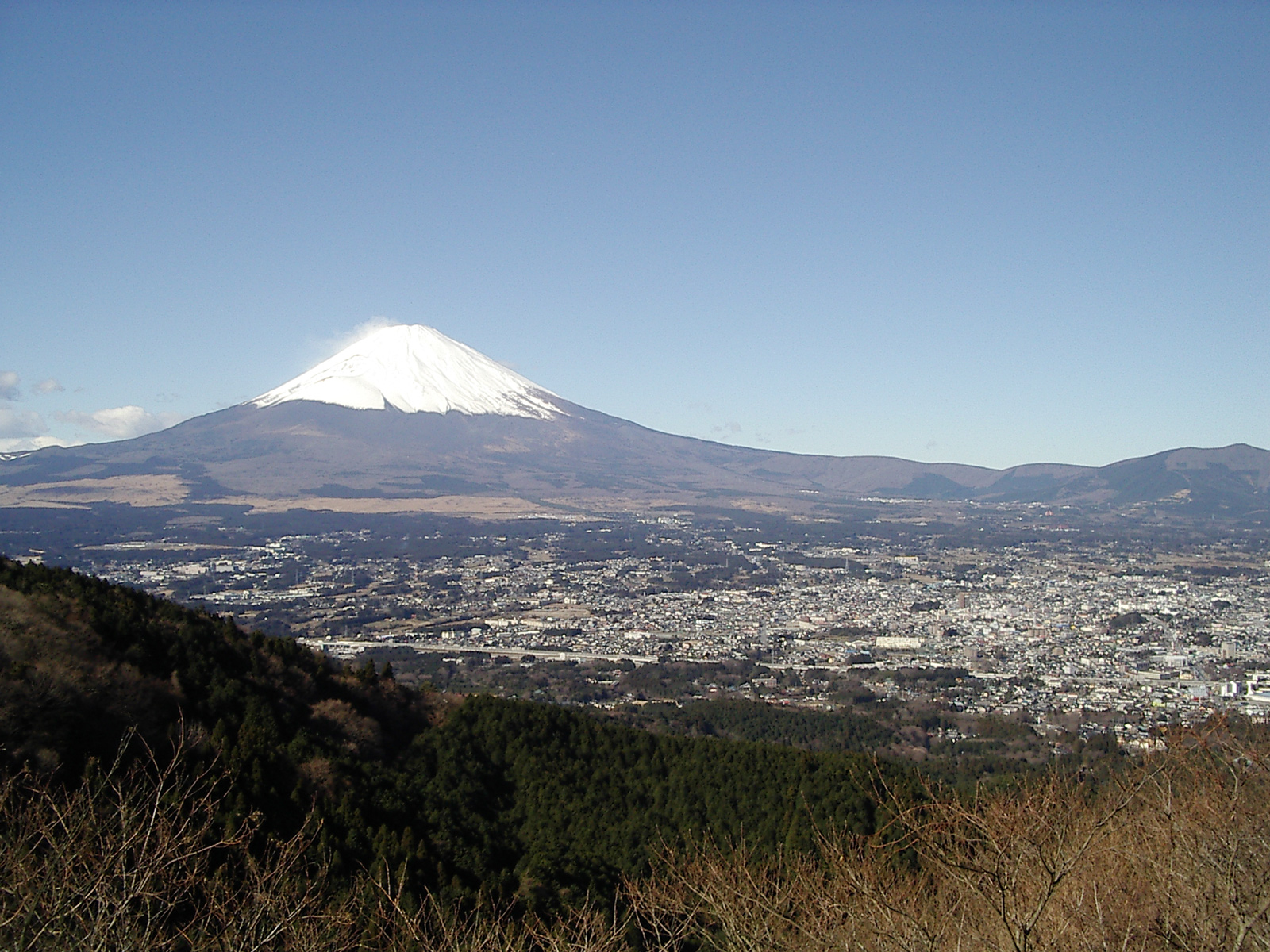
Mt. Fuji and city of Gotemba

Gotemba (御殿場市 Gotenba-shi, sometimes Gotenba) là một thành phố thuộc tỉnh Shizuoka, Nhật Bản.